# In the Sign of Evil
In The Sign Of Evil és un EP de la banda de thrash metall Sodom, publicat el 1984.
L'estil musical és considerat part de la primera onada del black metal. Moltes de les cançons d'aquest EP han aparegut en els tres àlbums en directe de Sodom: Mortal Way of Live (1988), Marooned - Live (1994) i One Night in Bangkok (2003).
El 2007 la banda va enregistrar de nou l'àlbum amb el nom The Final Sign of Evil.

## Llista de cançons
Totes les lletres són escrites per Tom Angelripper, excepte "Witching Metal", d'Aggressor.
1. "Intro" - 0:38
2. "Outbreak of Evil" – 4:31
3. "Sepulchral Voice" – 4:28
4. "Blasphemer" – 3:00
5. "Witching Metall" – 3:11
6. "Burst Command 'til War" – 2:43

## Crèdits
- Tom Angelripper - Veu, baix
- Greu Violator - Guitarra
- Chris Witchhunter - Bateria
- Coberta - Joachim Pieczulski